# Madeiragierzwaluw
De madeiragierzwaluw (Apus unicolor) is een vogel uit de familie van de gierzwaluwen (Apodidae).

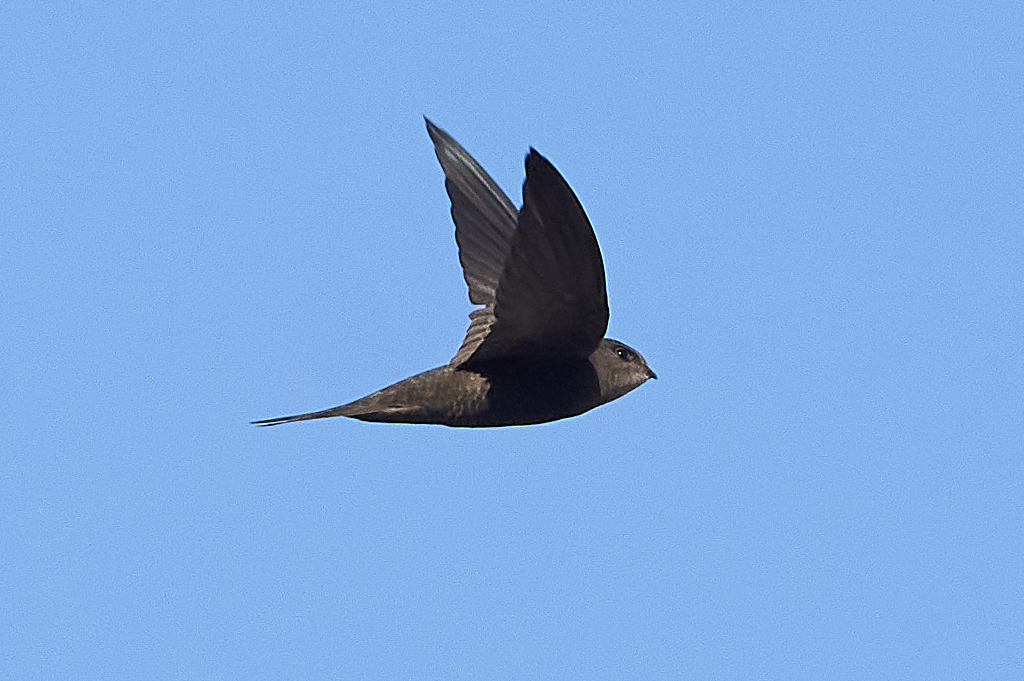
Madeiragierzwaluw

## Kenmerken
De madeiragierzwaluw is 14 tot 15,5 cm lang. Deze gierzwaluw lijkt sterk op de gewone gierzwaluw. De vogel is iets kleiner, egaler en lichter grijs van boven en hij vliegt een tikkeltje anders, met snellere vleugelslagen vaak in een grillige vlucht; de vogel is zeer wendbaar.

## Verspreiding
De madeiragierzwaluw komt voor op Madeira en de Canarische eilanden. De meeste populaties blijven 's winters op de eilanden, maar er zijn er ook die in Noordwest-Afrika (Marokko) overwinteren.

## Status
De grootte van de populatie wordt geschat op 2.500-10.000 broedparen. Er is geen aanleiding te veronderstellen dat de soort in aantal achteruit gaat. Om deze redenen staat deze gierzwaluw als niet bedreigd op de Rode Lijst van de IUCN.